# Cryphaea schiedeana
Cryphaea schiedeana là một loài Rêu trong họ Cryphaeaceae. Loài này được (Müll. Hal.) Mitt. miêu tả khoa học đầu tiên năm 1869.